# Kritische Erziehungswissenschaft
Als Kritische Erziehungswissenschaft oder Kritische Pädagogik wird eine in den 1960er-Jahren entstandene Richtung erziehungswissenschaftlicher Theoriebildung bezeichnet. Das Wissenschaftsverständnis dieser Strömung geht zurück auf Ansätze der zweiten Generation der sogenannten Frankfurter Schule um Jürgen Habermas und Karl-Otto Apel. Sie ist in kritischer Abgrenzung gegen die ältere Geisteswissenschaftliche Pädagogik entstanden und distanziert sich von der empirischen Erziehungswissenschaft. Zentral für ihr Verständnis von Erziehung ist ein emanzipatorisches Interesse an vermehrter Selbstbestimmung.

## Geschichte der kritischen Erziehungswissenschaft
Die kritische Erziehungswissenschaft entstand vor dem Hintergrund erstarkender Protestbewegungen der 1960er Jahre und berief sich dabei vor allem auf marxistische Theorie und die Theorie der Frankfurter Schule, die sich als explizit gesellschaftskritisch verstand. Unter der Sammelbezeichnung Kritische Pädagogik entwickelten sich aber schnell sehr heterogene Ansätze: einerseits bezogen sich z. B. Vertreter wie Klaus Mollenhauer und Wolfgang Klafki auf die Diskurstheorie von Jürgen Habermas, um eine emanzipatorische Pädagogik zu entwickeln. Theoretiker wie Hans-Jochen Gamm, Heinz-Joachim Heydorn und Gernot Koneffke legten dagegen einen besonderen Fokus auf die der Erziehung inhärenten Widersprüche und betonen den kritischen Gehalt von Pädagogik.
Nach einer kurzen Hochphase der kritischen Erziehungswissenschaft stellt Armin Bernhard bereits für die 1970er Jahre eine „neokonservative Wende“ der Disziplin fest, die in der Folge „ihre Tätigkeit auf die Bearbeitung einzelner Problem- und Krisendiskurse“ gerichtet habe. In den folgenden Jahren gab es teils sehr scharfe Angriffe auf Vertreter der kritischen Pädagogik, unter anderem durch konservative Erziehungswissenschaftler wie Wolfgang Brezinka. Die „empirische Wende“ der Pädagogik wurde u. a. getragen von der Kritik an der fehlenden Präzision der Begrifflichkeiten in der Kritischen Erziehungswissenschaft. Seitdem die empirische Pädagogik vor allem durch die großen Bildungstests wie TIMSS oder die PISA-Studien in den Vordergrund getreten ist, weisen Vertreter der Kritischen Erziehungswissenschaft auf die Blindstellen dieser Betrachtung von Bildung und Erziehung hin: z. B. Horst Rumpf.
International wird auch die Befreiungspädagogik Paulo Freires der kritischen Pädagogik zugerechnet und dient als wichtiger Bezugspunkt. Weitere Referenzautoren sind außerdem u. a. Foucault und Gramsci. Im englischsprachigen Raum wurde der Begriff critical pedagogy durch Henry Giroux popularisiert.

## Erziehung im Kontext der Kritischen Theorie
Nach dem Anspruch der Kritischen Erziehungswissenschaft soll Erziehung so erfolgen, dass mündige und kritische Subjekte gebildet würden, die auch die Gesellschaft nach emanzipatorischen Gesichtspunkten umgestalten können. Individuelle „Mündigkeit“ richtet sich somit auf die Gesellschaft als ganze. In Anlehnung an Claus Offe wird Erziehung zwar in Abhängigkeit von wirtschaftlich-politischen Verhältnissen gesehen, ihr aber auch eine relative Autonomie zugestanden. Insbesondere bei Klafki wird die Didaktik als „kritisch-konstruktive Didaktik“ in einer praktischen Handlungsebene bestimmt. Ein anderer Impuls hat in der Bildungsgeschichte die Wendung von der Ideengeschichte zur Sozialgeschichte der Erziehung gefördert. Über die Rezeption des Symbolischen Interaktionismus wurde die qualitative Sozialforschung in der Pädagogik wiederbelebt.

## Vertreter und Vordenker der Kritischen Erziehungswissenschaft
- Karl-Otto Apel
- Kurt Beutler
- Herwig Blankertz
- Hans-Jochen Gamm
- Andreas Gruschka
- Jürgen Habermas
- Ulrich Herrmann
- Wolfgang Keim
- Wolfgang Klafki
- Klaus Mollenhauer
- Ludwig A. Pongratz
- Ulrike Prokop
- Gerd Radde
- Klaus Schaller
- Max Horkheimer
- Theodor W. Adorno
- Friedrich W. Kron
- Gernot Koneffke
- Heinz-Joachim Heydorn
- Peter Euler

### Fachzeitschriften
- Pädagogische Korrespondenz. Zeitschrift für kritische Zeitdiagnostik in Pädagogik und Gesellschaft. Wetzlar: Büchse der Pandora Verl. ISSN 0933-6389
- Jahrbuch für Pädagogik, begründet von Kurt Beutler, Ulla Bracht, Hans-Jochen Gamm, Klaus Himmelstein, Wolfgang Keim, Gernot Koneffke, Karl-Christoph Lingelbach, Gerd Radde, Ulrich Wiegmann, Hasko Zimmer. Frankfurt am Main: Peter Lang Verlag, ISSN 0941-1461